# 미냐노몬테룬고
미냐노몬테룬고(이탈리아어: Mignano Monte Lungo)는 이탈리아 캄파니아주 카세르타도에 있는 코무네이다. 나폴리로부터는 북서쪽으로 70km 카세르타에선 북서쪽으로 45km 거리에 있다.